# 东郊森林公园
东郊森林公园，由湿地公园（北侧）和华北树木园（南侧）两个独立的部分构成，总规划面积约8.9万亩（59.36平方公里）。公园位于北京市通州区宋庄镇和顺义区李桥镇，西部靠近朝阳区，南部紧邻北京城市副中心，北部靠近首都机场、空港产业基地和顺义现代制造业基地。